# Vagn
Vagn er et drengenavn, der stammer fra oldnordisk "waghn", som betyder "vogn", "vognkører" og "håndværker". Det var navnet på en berømt jomsviking fra det 10. århundrede, Vagn Åkesson. På norsk betyder navnet spækhugger.
Varianter af navnet omfatter Vaghn, Vaughn, Wagn og Waghn samt muligvis Wagner, Vagner, Vagnar og Vagnur.

## Kendte personer med navnet
- Vagn Bennike, dansk ingeniørsoldat og modstandsmand under 2. verdenskrig
- Vagn Eigil Holst, dansk modstandsmand under 2. verdenskrig
- Vagn J. Brøndegaard (en), dansk etnobotaniker og folkelivsforsker
- Vagn F. Flyger (en), dansk-amerikansk dyrelivsbiolog
- Vagn Steen, dansk digter
- Vagn Bro, dansk politiker
- Vagn Holmboe, dansk komponist
- Andrea Vagn Jensen, dansk skuespiller
- Vagn Carlsen, dansk hattemager
- Ole Vagn Christensen, dansk politiker og folketingsmedlem
- Vagn Dybdahl, dansk historiker
- Vagn Greve, dansk professor emiritus
- Vagn Jacobsen, dansk bryggeridirektør
- Vagn Madsen, dansk professor i økonomi
- Vagn Ove Jorn, dansk keramiker
- Vagn Simonsen, dansk journalist og forfatter
- Vagn Sørensen, dansk bestyrelsesformand i TDC
- Vagn Therkel Pedersen, dansk borgmester i Tønder
- Vagn Walfrid Ekman (sv), svensk oceanograf